# Batarà perlat
El batarà perlat (Megastictus margaritatus) és una espècie d'ocell de la família dels tamnofílids (Thamnophilidae) i única espècie del gènere Megastictus, Ridgway, 1909.

## Hàbitat i distribució
Habita la selva pluvial, a les terres baixes fins del sud-est de Colòmbia, sud de Veneçuela, nord-est de Perú i oest amazònic del Brasil.